# Деттинген-на-Эрмсе
Деттинген-на-Эрмсе (нем. Dettingen an der Erms) — община в Германии, в земле Баден-Вюртемберг.
Подчиняется административному округу Тюбинген. Входит в состав района Ройтлинген. Население составляет 9329 человек (на 31 декабря 2010 года). Занимает площадь 15,81 км².